# Marzena Diakun
Marzena Diakun   (Koszalin, 3 d'abril de 1981) és una directora d'orquestra polonesa.

## Biografia

### Estudis
Diakun va acabar els estudis de direcció el 2005, els quals va realitzar amb Mieczysław Gawronski a l'Acadèmia de Música Karol Lipinski a Breslau. Posteriorment va realitzar un postgrau a la Universitat de Música i Art Dramàtic de Viena; aquí va ser alumna d'Uroš Lajovic. També va estudiar direcció amb Kerry Woodward al Conservatori Saxion Hogeschool d'Enschede. Amb Nippy Noya va estudiar percussió llatina.
El 1999 va prendre una classe mestra amb Jerzy Salwarowsk; el 2001 amb Marek Tracz; i el 2003 amb Gabriel Chmura. Més tard, el 2003, va rebre cursos mestres amb Colin Metters, Howard Griffiths i David Zinman a Zuric; i el 2004 amb Kurt Masur. El 2011 va fer classes de direcció amb Pierre Boulez en el Festival de Lucerne.
El 2010 es va doctorar en Arts Musicalsa l'Acadèmia de Música de Cracòvia.

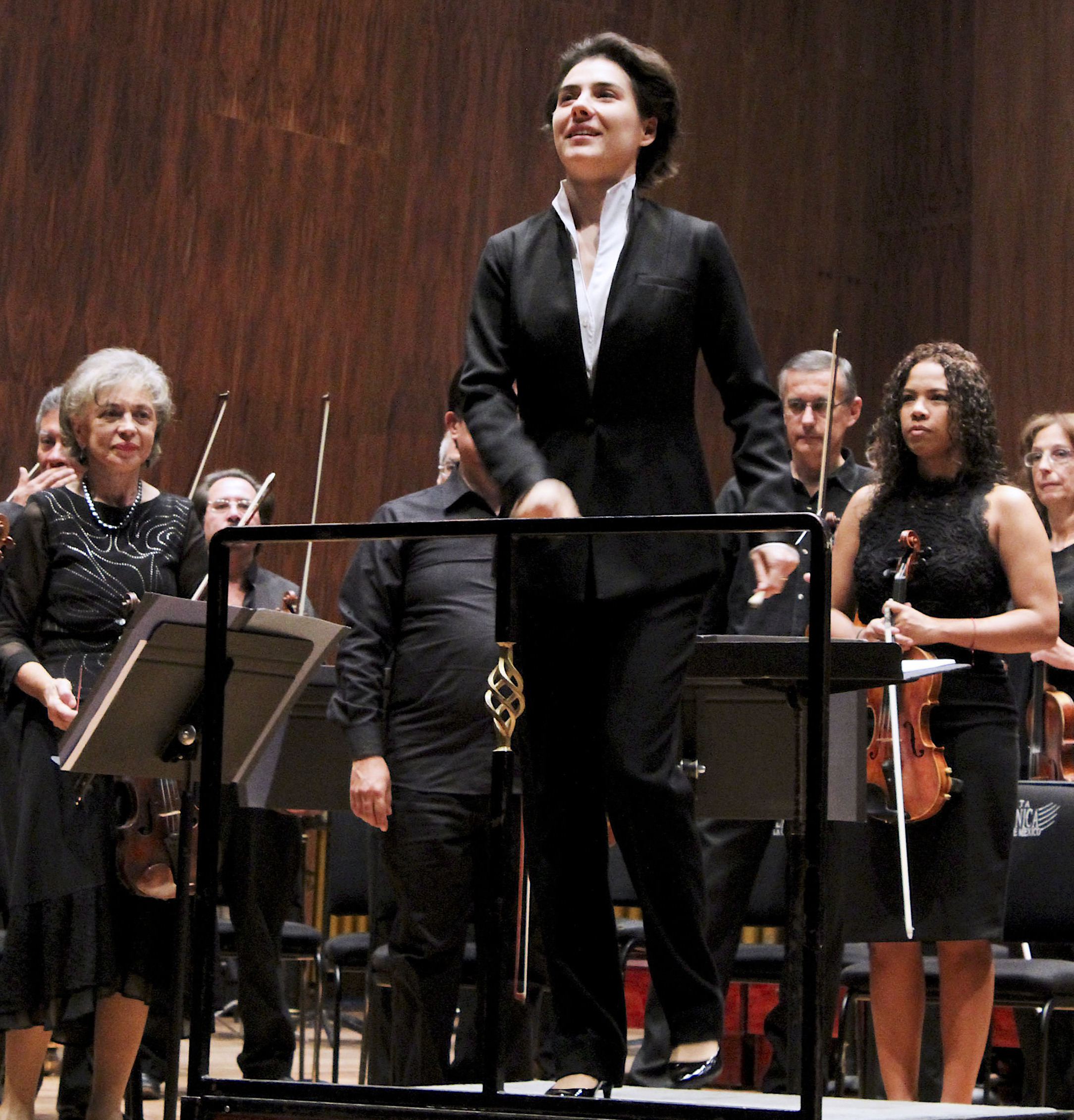
Marzena Diakun amb l'Orquestra Filharmònica de la Ciutat de Mèxic a la Sala Silvestre Revoltes del Centre Cultural Ollin Yoliztli.

### Carrera artística
El seu debut va ser el 2002, quan cursava els seus estudis, dirigint en la gala simfònica de la «International Percussion Music Days» de Koszalin, en la 17a edició, repetint novament en l'edició 18.
Ha interpretat amb diverses orquestres, particularment amb l'Orquestra acadèmica en Breslavia i Cracòvia. També ha dirigit a l'Orquestra Filharmònica de Koszalin; així com l'Orquestra Nacional de la Ràdio i Televisió de la República Txeca, l'Orquestra Simfònica de la Ràdio Nacional de Polònia; la Sinfonietta Zilina, i les Orquestres Filharmòniques de Wroclaw, Zielona Gora, Rzeszow i Kielce. Ha estat directora assistent de l'Orquestra Filharmònica de Radio França. El 2019, va participar en la tercera temporada de concerts de l'Orquestra Filharmònica de la UNAM, a la Sala Nezahualcóyotl.
Ha fet classes a l'Acadèmia de Música Karol Lipinski de Wroclaw i també imparteix classes de direcció orquestral des de 2013.
Al febrer de 2020 va dirigir la Frost Symphony Orchestra en la ronda final de la National Chopin Piano Competition dels Estats Units, en la qual els finalistes van interpretar els concerts per a piano de Frédéric Chopin.

## Premis i distincions
- 2006 - Finalista en el IV Concurs Internacional de Direcció Lutoslawski per a joves directors en Białystok.
- Premi “Stoart” a la millor directora polonesa en el Concurs Internacional Fitelberg en Katowice.
- Semifinalista en el Concurs Donatella Flick a Londres.
- 2007 - Segon premi en el Concurs Internacional de Direcció “Prague Spring”.
- 2013 - "Koszalin Eagle" - Premi President de Koszalin
- 2015 - Premi "Kreatywni Wrocławia"
- 2015 - Nominació al "Premi de la Música de Wrocław"
- 2016 - "Passaport Polityka", premi al millor artista de música clàssica[7]

## Discografia
- Pierre Henry: La Dixième Symphonie, Hommage à Beethoven. Orchestre Philharmonique de Radio France, Orchestre du Conservatoire de Paris. Marzena Diakun, Bruno Mantovani, Pascal Rophé. Alpha Classics. 2019[8]